# Hořejší Padrťský Rybník
Hořejší Padrťský Rybník är en sjö i Tjeckien.   Den ligger i regionen Mellersta Böhmen, i den centrala delen av landet, 70 km sydväst om huvudstaden Prag. Hořejší Padrťský Rybník ligger 633 meter över havet. Arean är 0,74 kvadratkilometer. I omgivningarna runt Hořejší Padrťský Rybník växer i huvudsak blandskog. Den sträcker sig 1,5 kilometer i nord-sydlig riktning, och 1,0 kilometer i öst-västlig riktning.